# Леон Фернандо Вілья
Леон Фернандо Вілья (ісп. León Villa, нар. 12 січня 1960, Медельїн) — колумбійський футболіст, що грав на позиції захисника.
Виступав, зокрема, за клуб «Атлетіко Насьйональ», а також національну збірну Колумбії.
Чемпіон Колумбії. Володар Кубка Лібертадорес.

## Клубна кар'єра
У дорослому футболі дебютував 1982 року виступами за команду «Атлетіко Насьйональ», у якій провів десять сезонів, взявши участь у 307 матчах чемпіонату. Більшість часу, проведеного у складі «Атлетіко Насьйональ», був основним гравцем захисту команди.
Завершив ігрову кар'єру у команді «Депортес Кіндіо», за яку виступав протягом 1993—1994 років.

## Виступи за збірну
У 1989 році дебютував в офіційних матчах у складі національної збірної Колумбії.
У складі збірної був учасником розіграшу Кубка Америки 1989 року у Бразилії, чемпіонату світу 1990 року в Італії.
Загалом протягом кар'єри в національній команді, яка тривала 2 роки, провів у її формі 7 матчів.

## Титули і досягнення
- Чемпіон Колумбії (1):

«Атлетіко Насьйональ»: 1991
- Володар Кубка Лібертадорес (1):

«Атлетіко Насьйональ»: 1989